# ダニエル・エドゥセイ
ダニエル・エドゥセイ（Daniel Edusei、1980年9月2日 - ）はガーナ出身の元サッカー選手。現役時代のポジションはディフェンダー。

## 所属チーム
- 1997-1998  ガポハ・リーダーズ
- 1999-2002  エスニコス・アステラスFC
- 2002-2008  AOエガレオ
- 2008-2009  エスニコス・アフナFC
- 2010-2013  リバティー・プロフェッショナルズFC
- 2013-2015  ニュー・エドゥビアス・ユナイテッドFC

| スタブアイコン | サブスタブ | この項目は、まだ閲覧者の調べものの参照としては役立たない、サッカー選手に関連した書きかけの項目です。この項目を加筆・訂正などしてくださる協力者を求めています（P:サッカー/PJ:サッカー選手/PJ:女子サッカー）。 |